# Chamartín
Chamartín é um município da Espanha na província de Ávila, comunidade autónoma de Castela e Leão, de área 15,38 km² com população de 100 habitantes (2004) e densidade populacional de 6,50 hab/km².

## Demografia
| Variação demográfica do município entre 1991 e 2004 | Variação demográfica do município entre 1991 e 2004 | Variação demográfica do município entre 1991 e 2004 | Variação demográfica do município entre 1991 e 2004 |
| --------------------------------------------------- | --------------------------------------------------- | --------------------------------------------------- | --------------------------------------------------- |
| 1991                                                | 1996                                                | 2001                                                | 2004                                                |
| 127                                                 | 121                                                 | 116                                                 | 100                                                 |

## Património
- Castro de la Mesa de Miranda - localiza-se a 1.145 metros de altitude.